# Battaglia di Doberdò
La battaglia di Doberdò fu uno scontro combattuto nell'agosto 1916 tra l'esercito del Regno d'Italia e quello dell'Austria-Ungheria, quest'ultimo composto prevalentemente da reggimenti ungheresi e sloveni.
Lo scontro, che fa parte della sesta battaglia dell'Isonzo, ebbe luogo in un'area strategica posta sul bordo più occidentale dell'altopiano del Carso. Dopo aver conquistato la pianura tra Monfalcone e Ronchi dei Legionari, gli italiani tentarono di sfondare in direzione dell'altopiano del Carso, al fine di prendere il controllo della strada principale di connessione tra il porto di Trieste e la città di Gorizia. Dopo violenti combattimenti e numerose perdite, gli attaccanti riuscirono nel loro proposito. Le forze austro-ungariche si ritirarono, e Gorizia fu conquistata dagli italiani. Tuttavia, questi ultimi non riuscirono ad avanzare verso Trieste, e furono fermati a nord-ovest di Duino.
Molto conosciuta nella storiografia dei paesi che un tempo facevano parte della monarchia multietnica dell'Austria-Ungheria, la battaglia è detta anche "la battaglia dei popoli" poiché tra le unità dell'esercito del Regno d'Italia e quelle dell'Austria-Ungheria che furono protagoniste dell'evento troviamo una forte connotazione etnico-identitaria. I reggimenti asburgici provenivano infatti dal Regno d'Ungheria, ed erano quindi composti soprattutto da ungheresi, transilvani (quindi rumeni anche) e dalla Slovenia. Le unità di parte italiana appartenevano invece al 123º reggimento fanteria Chieti e al 124º reggimento fanteria Chieti, affiancata poi dalla brigata Sassari.
La presa di Doberdò fu attribuita dallo stesso Stato Maggiore a tutt' altri reparti rispetto alle brigate teatine, in particolare ai danni del 123°, il quale fu invece il primo a superare le linee austriache e ad entrare nel vallone carsico. Questa dimenticanza ed irregolarità fu possibile soprattutto grazie alla negligenza del comando del reggimento abruzzese, in particolare del generale Cesare Parigi, noto tra i soldati per il suo astio nei confronti delle relazioni da campo (come riporta anche il sottotenente di complemento Armando Lodolini nel suo libro "Quattro Anni Senza Dio"). 
La conquista dell'altipiano e del Lago di Doberdò viene infatti associata per lo più alla brigata Sassari, la quale però partecipò all'azione solo in un momento secondario, come reggimento di sostegno al 123° e 124° per la presa del famoso Crni Hrib, dal quale i mitraglieri austriaci cercavano di difendere le loro posizioni dall'assalto dei fanti italiani.